# Municipio de Macon (Illinois)
El municipio de Macon (en inglés: Macon Township) es un municipio ubicado en el condado de Bureau en el estado estadounidense de Illinois. En el año 2010 tenía una población de 208 habitantes y una densidad poblacional de 2,19 personas por km².

## Geografía
Según la Oficina del Censo de los Estados Unidos, el municipio tiene una superficie total de 94.83 km², de la cual 94,81 km² corresponden a tierra firme y (0,01 %) 0,01 km² es agua.

## Demografía
Según el censo de 2010, había 208 personas residiendo en el municipio de Macon. La densidad de población era de 2,19 hab./km². De los 208 habitantes, el municipio de Macon estaba compuesto por el 97,6 % blancos y el 2,4 % eran de una mezcla de razas. Del total de la población el 1,92 % eran hispanos o latinos de cualquier raza.